# Hồ Sĩ Tạo (cử nhân)
Hồ Sĩ Tạo (1841-1907) hoặc Hồ Sỹ Tạo, tự là Tiểu Khê, là một nho sĩ Nghệ An thế kỷ 19. Ông quê làng Lai Nhã, xã Thái Nhã, tổng Võ Liệt, huyện Thanh Chương, sau đổi là xã Thanh Khê, huyện Thanh Chương, tỉnh Nghệ An. Từ 01/7/2025 là xã Hoa Quân, tỉnh Nghệ An.

## Cuộc đời
Hồ Sĩ Tạo là học trò của cụ Tôn Đức Tiến (Lỗ Xuyên), người cùng tổng Võ Liệt. Cụ Tôn đậu 3 khoa tú tài (cháu nội nổi tiếng của cụ có ông Tôn Quang Phiệt). Bạn đồng môn với Hồ Sĩ Tạo có Nguyễn Tài Tuyển (1837-1884, đậu tiến sĩ năm 1877) và Phan Sĩ Thục (1822-1891, đậu tiến sĩ năm 1849).
Ông đỗ đầu kỳ thi Hương (Giải nguyên) năm 1868 thời (Tự Đức) lúc 28 tuổi (ông là người đầu tiên giành được thứ hạng này ở tổng Võ Liệt) cùng khoa với Hoàng Cao Khải (19 tuổi, đậu chót thứ 22/22). Sau ông được bổ làm quan Huấn đạo huyện Nho Quan, tỉnh Ninh Bình. Tái bổ làm quan Thông phán 6 tháng. Sau đó bổ làm quan Tri phủ Quảng Trạch, tỉnh Quảng Bình, làm bạn vong niên với Tuần phủ Phúc Yên Phan Kế Tiến, cha của Phan Kế Toại.
Sinh thời, Hồ Sĩ Tạo nổi tiếng rất thông minh và có văn tài. Cụ Phan Bội Châu có lần bảo với học trò cụ là không nên theo học Hồ Sĩ Tạo: "Tôi là con rắn, Hồ Sĩ Tạo là con rồng. Các anh chỉ có thể hiểu được con rắn mà thôi". Ông nổi tiếng hay chữ, bấy giờ ở xứ Nghệ có câu: "Văn Giao, phú Tạo, thơ Thành" (Văn hay có Nguyễn Văn Giao, phú giỏi có Hồ Sĩ Tạo, thơ đặc sắc có Nguyễn Nguyên Thành).

Ông là thầy học của nhiều nhà khoa bảng xứ Nghệ và là người có công giúp đỡ cụ Phó bảng Nguyễn Sinh Sắc, thân sinh Chủ tịch Hồ Chí Minh, trên con đường cử nghiệp.
Sau khi treo ấn từ quan, ông về quê dạy học tại xã Xuân Tường, huyện Thanh Chương. Khi mất, ông được học trò chôn cất trên một quả đồi tại đây. Vào năm 2010, phần mộ ông đã được các con cháu tu sửa, xây dựng rất khang trang, đây là điểm viếng thăm thường xuyên của các con cháu trong dòng tộc họ Hồ và bạn bè mến mộ trong cả nước.

## Lời đồn
Một số nguồn tin đồn rằng cụ Hồ Sĩ Tạo đi lại với bà Hà Thị Hy ở làng Mậu Tài, Nam Đàn thuở xuân xanh. Khi bà Hy mang thai, thì cụ Tuyển chưa cho ông lấy vợ để lên đường chấp kinh thi cử. Cụ Nguyễn Sinh Nhậm chết vợ, vả lại đã già yếu nên lấy bà Hy làm vợ kế. Thai này ra đời là cụ Nguyễn Sinh Sắc. Nhà sử học Trần Quốc Vượng ghi nhận đây là lời đồn không thể kiểm chứng.

## Tác phẩm nổi bật
Ông có một tập thơ trên dưới một trăm bài có tên là: "Tiểu Khê thi tập", và một tập nhật ký tìm họ nói về gốc tích họ Hồ, nhưng rất tiếc thơ văn của ông hiện nay con cháu không còn giữ được, bị thất lạc trong cải cách ruộng đất.... Ông đã từng cùng em họ là Cử nhân Hồ Sĩ Tuấn đến thăm nhà thờ họ Hồ ở Quỳnh Đôi và lưu lại ở đây đôi câu đối nổi tiếng:
Trâm anh nhất thổ Quỳnh Đôi trụ,
Hương hoả thiên thu Cổ Nguyệt đường.
- Hồ Sĩ Hùy dịch:

Nhà thờ họ Hồ nghìn thu hương hoả.
Cột trụ Quỳnh Đôi một sắc trâm anh
Thuở nhỏ, lúc 16 tuổi, Hồ Sĩ Tạo nhà nghèo, đi tìm chỗ dạy để nuôi thân. Ông chủ nhà thử tài học, bảo Hồ Sĩ Tạo vịnh con muỗi. Hồ Sĩ Tạo liền đọc:
Bạch nhật dĩ vô điêu Tể Ngã (Ban ngày, không thể làm được Tể Ngã)
Thanh tiêu hà xứ mộng Chu Công (Ban đêm, làm gì có chỗ nào để mộng Chu Công)
Ông còn có câu đối mừng thọ cụ Can Bang 80 tuổi. (Cụ ở xã Đại Đồng, tổng Đại Đồng, huyện Thanh Chương, là mẹ Cử nhân Nguyễn Như Cơ (đậu năm 1882) và là em gái Tiến sĩ Nguyễn Hữu Điển (1825- ?) đậu Cử nhân năm 1846, Tam giáp Tiến sĩ năm 1853):
Yên Sơn đan quế liên phương nhật
Vương Mẫu bàn đào kết thực niên.
- Hồ Sĩ Hùy dịch:

Bàn đào Vương Mẫu năm năm kết trái
Đan quế Yên Sơn ngày ngày toả hương.
Lúc Hồ Sĩ Tạo làm tri phủ ở Quảng Bình, một người đàn bà có chồng họ Mạnh lội sông đi hát phường vải bị chết đuối đến xin câu đối điếu chồng, ông liền đọc:
Quân thị Mạnh gia danh, khỉ bất văn: Dự chúng lạc, độc lạc, thục lạc? (Chàng họ Mạnh, há không nghe: Cùng dân chúng vui nhạc, một mình vui nhạc, đàng nào vui hơn?)
Thiếp phi ngư phu tử, cánh vô như, bất độ hà, độ hà, nại hà? (Thiếp không phải con ngư phủ, biết làm sao, không qua sông, qua sông, làm cách nào?)
Khi mắc tội bị giáng làm Giáo thụ (phụ trách việc học ở phủ), ông có làm câu đối tự thuật:
Ngã đặc hà vi đa sự tai: thiếu phủ hư danh sĩ, tráng tác hoạn trường nô, gián hữu thất túc ư quốc sự tù, bán thế dĩ thành tam biến kiếp;
Kim khả dĩ cáo vô tội hĩ: triêu xuất canh điền ông, mộ nhập quán viên tẩu, dạ lai vĩnh toạ thính gia nhi độc, dư sinh tằng vấn kỷ tri âm!
Cụ Nguyễn Văn Huyền dịch:
Riêng ta sao mà lắm chuyện thay: trẻ là kẻ sĩ hư danh, lớn là đầy tớ quan lớn, giữa chừng lỡ chân quốc sự vào tù, nửa đời từng qua ba bốn kiếp;
Nay mình đáng nói không tội vậy: sớm làm ông già cày ruộng, chiều thành cụ lão tưới vườn, tối đến nghe lũ gia nhi ngồi học, tuổi chưa từng hỏi mấy tri âm!
Bản dịch hai bài thơ chữ Hán của cụ Hồ Sĩ Tạo trong Tiểu Khê thi tập, được in trong Tổng tập Văn học Việt Nam tập 19, Nhà xuất bản Khoa học Xã hội:
Vịnh Hà Nội
Gió bụi nhiều nay tới cố kinh
Sớm ra nhìn lại xót xa tình
Cá hồ xao động ba triều biến
Long Đỗ trơ vơ mấy dặm tình.
Bảng lảng núi Nùng mây phủ kín
Khóc than dòng Nhị nước trôi nhanh
Anh hùng, hào kiệt đi đâu cả
Ai giúp non sông rửa bất bình?
(Vũ Minh Anh dịch)
Đề đền thờ ba vị trung liệt
Khói bụi mờ mịt trên thành Rồng
Dưới thành máu đỏ nhuốm đầy sông
Thành trả, Nguyễn nguyên soái không về
Thành mất, mất luôn Hoàng Tướng công
Đời tựa bóng câu qua cửa vách
Nghìn năm chính khí vút trời biếc
Nhà Tống ba trăm năm cương thường
Dồn vào một vai Văn Thiên Tường
Cần chết mà chết, chết bất hủ
Đến nay sử xanh còn lừng hương.
Hoan Châu, hậu sinh Hồ Sĩ Tạo
Kính thuật văn này một lời điếu
Mây non Tản soi bóng sông Hồng
Rờ rỡ tinh trung vầng nhật chiếu.
(Nguyễn Văn Huyền dịch)